# KEdit
KEdit（ケーエディット）は KDE 用のシンプルなテキストエディタである。

## 概要
KEdit は設定ファイルや小さなプレーンテキストなどを編集するためのソフトでレイアウト機能を持たない。主な機能はスペルチェック機能で、その他はテキストエディタとして必要最低限の機能のみがある。KEdit の機能を制限しているのは、起動速度を上げるためである。
より高度な機能をもつ KDE のテキストエディタに KWrite と Kate があり、ワードプロセッサ機能をもった KDE のソフトウェアに KWord がある。
KEdit は1997年に Bernd Johannes Wuebben によって開発が開始された。